# Стара Кульна
Стара Кульна́ — село Куяльницької сільської громади в Подільському районі Одеської області, Україна. Населення становить 1067 осіб.

## Історія
Під час організованого радянською владою Голодомору 1932—1933 років померло щонайменше 108 жителів села.
Колишній орган місцевого самоуправління — Старокульнянська сільська рада.
12 червня 2020 року, відповідно до Розпорядження Кабінету Міністрів України від № 724-р «Про визначення адміністративних центрів та затвердження територій територіальних громад Одеської області», увійшло до складу Куяльницької сільської територіальної громади.
19 липня 2020 року, в результаті адміністративно-територіальної реформи і ліквідації Подільського району (1923-2020), село увійшло до складу новоутвореного Подільського району Одеської області.

## Населення
Згідно з переписом УРСР 1989 року чисельність наявного населення села становила 1335 осіб, з яких 577 чоловіків та 758 жінок.
За переписом населення України 2001 року в селі мешкало 1055 осіб.

### Мова
Розподіл населення за рідною мовою за даними перепису 2001 року:
| Мова       | Відсоток |
| ---------- | -------- |
| румунська  | 81,07 %  |
| українська | 13,40 %  |
| російська  | 5,15 %   |
| болгарська | 0,09 %   |
| вірменська | 0,09 %   |
| інші       | 0,20 %   |

## Видатні люди
- Філіппов Віталій Костянтинович (1903—1978) — радянський і український кінооператор
- Барський Лев Миронович (1909—1974) — прозаїк
- Ністор Кабак (1913—1937) — молдовський поет.